# Битвы за Туркестан
Битвы за Туркестан — серия сражений за город Туркестан в период Казахско-джунгарской (Отечественной) войны 1723—1730 годов.

## История
В конце лета 1724 года хан Младшего жуза Абулхаир, устранив угрозу нападения с севера, развернул свои войска на юг. Его отряды прорвались через джунгарские посты в среднем течении Сырдарьи и осенью того же года взяли город Туркестан. В результате этого сражения джунгарский военачальник Шоно-Лоузан был вынужден отступить в район Каратау.
В официальных донесениях, направленных 15 января 1725 года российским посланником в Бухаре Флорио Беневени в Коллегию иностранных дел, сообщалось, что Абулхаир-хан вновь овладел Туркестаном, ранее захваченным джунгарами, и удерживал его под своей властью. На протяжении более полугода казахские войска контролировали не только Туркестан, но и Ташкент с прилегающими селениями. Однако, столкнувшись с численным превосходством противника, весной 1725 года Абулхаир был вынужден покинуть регион после нескольких кровопролитных сражений с джунгарской армией и временно уйти в Бухарское ханство.
Источники также отмечают, что 30 июня 1725 года астраханский губернатор А. П. Волынский получил сведения от туркменского купца Усмана, прибывшего из Хивы. Согласно этим данным, казахско-каракалпакские войска под командованием Абулхаира численностью около 50 000 человек сражались с джунгарским хонтайши. Однако, потеряв 10 000 кибиток, остатки войск двинулись в сторону реки Эмбы.
После отступления Абулхаира джунгарские войска вновь заняли присырдарьинские города, полностью изолировав казахов от торговых и ремесленных центров Средней Азии. Это событие привело к массовому исходу беженцев на север Казахстана, что значительно изменило демографическую ситуацию в регионе.